# Rue Fagon
Pour les articles homonymes, voir Fagon.
La rue Fagon est une voie située dans le 13e arrondissement de Paris.

## Situation et accès

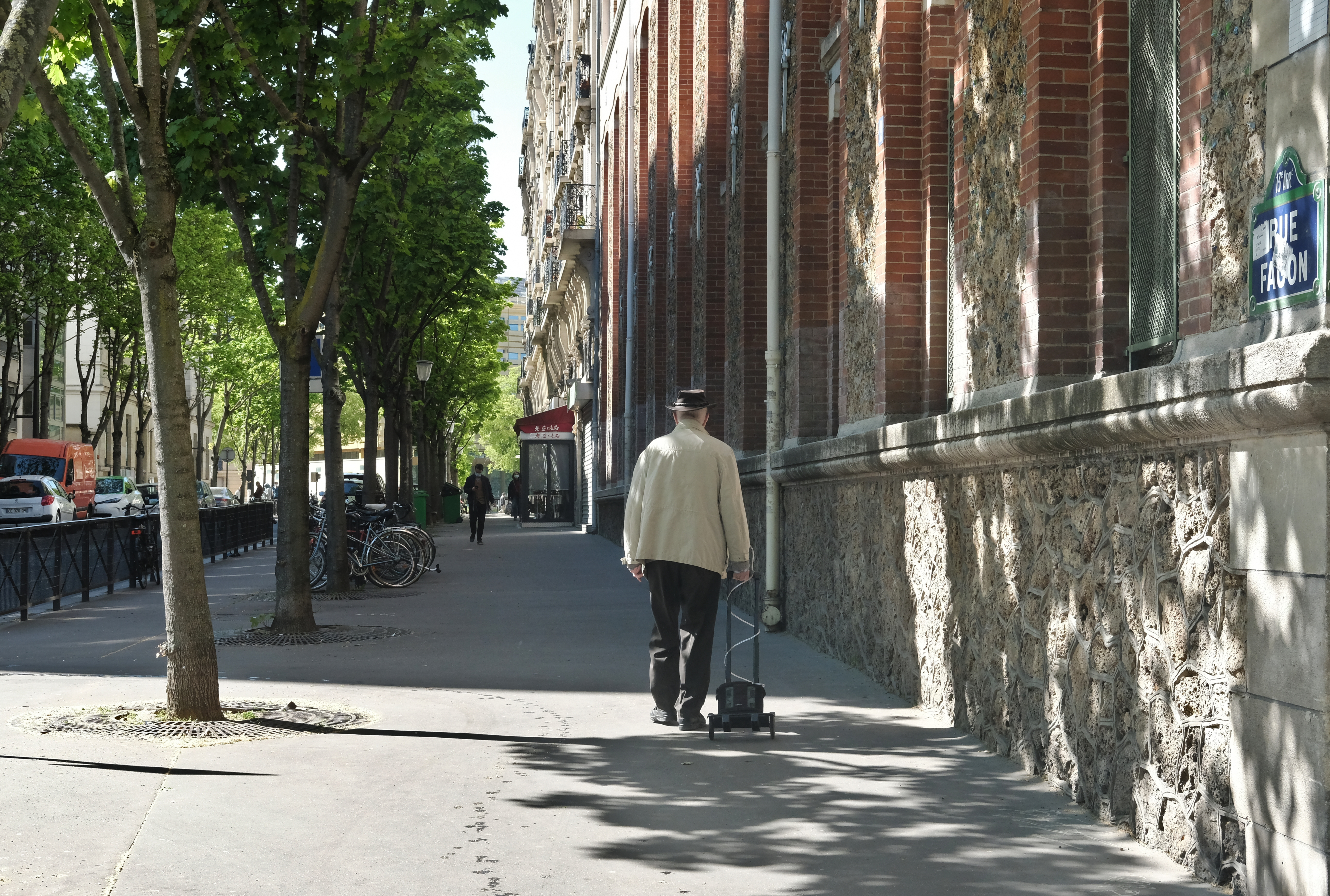
Rue Fagon.

Elle débute de la Place des Alpes et de l'avenue Stéphen-Pichon et finissant boulevard de l'Hôpital, tout près de la place d'Italie.
La rue est desservie par les lignes 5, 6 et 7 à la station Place d'Italie.

## Origine du nom
La voie porte le nom à Guy-Crescent Fagon (1638-1718), médecin de Louis XIV, en raison de son voisinage de l'hôpital de la Salpêtrière.

## Historique
Cette voie percée vers 1820, sur le territoire du village d'Austerlitz, sous le nom de « rue de la Barrière-des-Gobelins » prend sa dénomination actuelle par un décret du 27 février 1867. 
La partie située du côté des numéros pairs entre l'avenue Stéphen-Pichon et le boulevard de l'Hôpital marquait la limite des abattoirs de Villejuif.

## Bâtiments remarquables et lieux de mémoire
- Au no 13 se trouve l'école élémentaire Fagon[2] dont le bâtiment a été construit en 1892.